# Ántifo (hijo de Mirmidón)
En la mitología griega, Ántifo (Ἄντιφος) es un hijo de Mirmidón y Pisídice, una de las hijas de Eolo. Su hermano, mucho más importante que él, era Áctor.